# Champions Chess Tour 2024
Die Champions Chess Tour 2024 war eine Serie von über das Internet veranstalteten Schnellschachturnieren, die zwischen dem 26. Januar und 21. Dezember 2024 stattfand.

## Modus
Die Champions Chess Tour 2024 bestand aus vier Vorrundenturnieren. Diese begannen zunächst mit der Play-In-Stufe, die in neun Runden nach Schweizer System gespielt wurde. Anschließend wurden die 69 bestplatzierten Spieler auf drei Platzierungsdivisionen (1–11: Division I, 12–29: Division II, 30–69: Division III) aufgeteilt, in denen in zwei Runden Duelle gespielt wurden zur weiteren Einordnung. Vier bereits qualifizierte Spieler stießen hier zur Platzierungsrunde für Division I hinzu. Schlussendlich spielten in der Division I acht Spieler, in der Division II 16 Spieler und weitere 32 Spieler in der Division III. Jede Division verfuhr anschließend nach Doppel-K.-o.-System, wobei die Duelle in der regulären Hälfte aus vier Partien bestanden, die Duelle in der Verliererhälfte nur noch aus zwei Partien.
Im Vorfeld jedes Vorrundenturniers gab es ein Qualifikationsturnier, das in neun Runden nach Schweizer System gespielt wurde. An diesen Turnieren konnte alle Träger eines FIDE-Titels teilnehmen, Großmeister waren bereits ohne Qualifikation an den Vorrundenturnieren teilnahmeberechtigt.
Die Sieger der vier Vorrundenturniere qualifizierten sich für das CCT-Finale, weitere Spieler qualifizierten sich über eine Gesamtwertung, sodass insgesamt acht Teilnehmer im Finale antraten. Hier wurde ein Rundenturnier ausgespielt, wobei jedes Duell aus zwei Partien bestand. Die beiden Bestplatzierten rückten direkt in das Halbfinale vor, ein weiterer Platz ging an den Sieger eines zusätzlichen Duells zwischen dem Dritten und Vierten. Der Verlierer dieses Duells spielte gegen den Sieger eines Duells zwischen Fünftem und Sechstem um den letzten Halbfinalplatz. Im Halbfinale und Finale bestanden die Duelle aus jeweils sechs Partien.
Alle Partien wurden mit einer Startzeit von 10 Minuten pro Spieler mit einem Zeitinkrement von 2 Sekunden ab dem ersten Zug gespielt. Remisvereinbarungen waren erst nach dem 30. Zug erlaubt. Endete ein Duell im Gleichstand, wurde eine Armageddon-Partie gespielt.

## Turniere
| Turnier                     | Zeitraum                     | Qualifikation | Teilnehmer | Sieger                 |
| --------------------------- | ---------------------------- | ------------- | ---------- | ---------------------- |
| Chessable Masters           | 31. Januar bis 7. Februar    | 26. Januar    | 206        | Magnus Carlsen         |
| Chess.com Classic           | 8. bis 15. Mai               | 3. Mai        | 171        | Alireza Firouzja       |
| CrunchLabs Masters          | 17. bis 24. Juli             | 12. Juli      | 122        | Maxime Vachier-Lagrave |
| Julius Baer Generation Cup  | 25. September bis 1. Oktober | 20. September | 188        | Magnus Carlsen         |
| Champions Chess Tour Finals | 14. bis 21. Dezember         | –             | 8          | Magnus Carlsen         |

## Punktewertung
Durch das Abschneiden in den Vorrundenturnieren erzielten die Teilnehmer auch Punkte für die Gesamtwertung der Tour, aus der weitere Finalplätze ausgewählt wurden. Für einen Sieg in Division I erhielt man 100 Punkte, in Division II konnten bis zu 50 Punkte erzielt werden und in Division III waren noch bis zu 30 Punkte möglich. Die weiteren Plätze in den Divisionen erhielten stufenweise weniger Punkte. Die acht Finalteilnehmer (Firouzja, Carlsen und Vachier-Lagrave standen bereits als Finalteilnehmer fest):
| Pl. | Teilnehmer             | Punkte |
| --- | ---------------------- | ------ |
| 1   | Alireza Firouzja       | 340    |
| 2   | Magnus Carlsen         | 330    |
| 3   | Maxime Vachier-Lagrave | 230    |
| 4   | Jan Nepomnjaschtschi   | 180    |
| 5   | Wesley So              | 160    |
| 6   | Dsjanis Lasawik        | 143    |
| 7   | Vincent Keymer         | 135    |
| 8   | Lewon Aronjan          | 135    |